# Dunvegan Parish Church

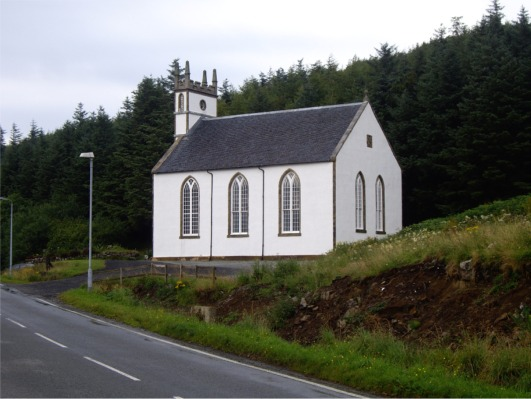
Dunvegan Parish Church

Die Dunvegan Parish Church, auch Duirinish Parish Church, ist ein Kirchengebäude der presbyterianischen Church of Scotland in der Ortschaft Dunvegan auf der schottischen Hebrideninsel Skye. 1971 wurde das Bauwerk in die schottischen Denkmallisten in der höchsten Denkmalkategorie A aufgenommen. Das zugehörige Pfarrhaus ist als Kategorie-C-Denkmal geschützt.

## Geschichte

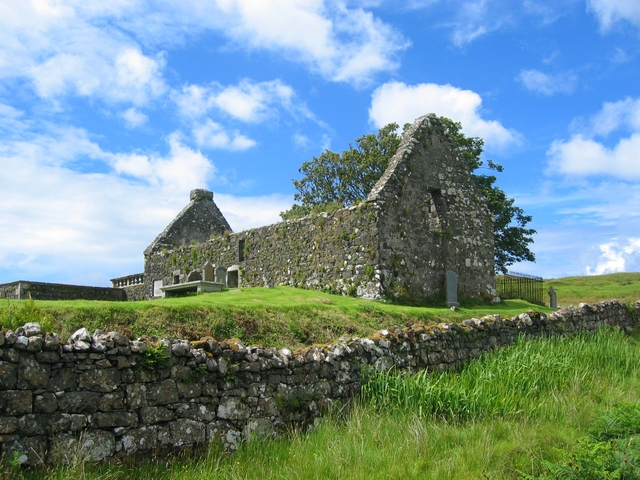
Ruine der St Mary’s Church

Nahe dem Kirchenstandort befand sich bereits seit dem Mittelalter eine Kapelle. Vermutlich auf deren Fundament ruht die heute als Ruine vorliegende St Mary’s Church, die aus post-reformatorischer Zeit stammt. Auf dem Anwesen von Dunvegan Castle gelegen, handelte es sich ursprünglich möglicherweise um eine Privatkapelle der Burgherren. Die Ruine mit umliegendem Friedhof ist als Scheduled Monument geschützt.
Da die Dunvegan Parish Church als Pfarrkirche des Kirchspiels Duirinish fungiert, wird sie auch als Duirinish Parish Church bezeichnet. Der um 1823 begonnene Bau wurde 1832 abgeschlossen.

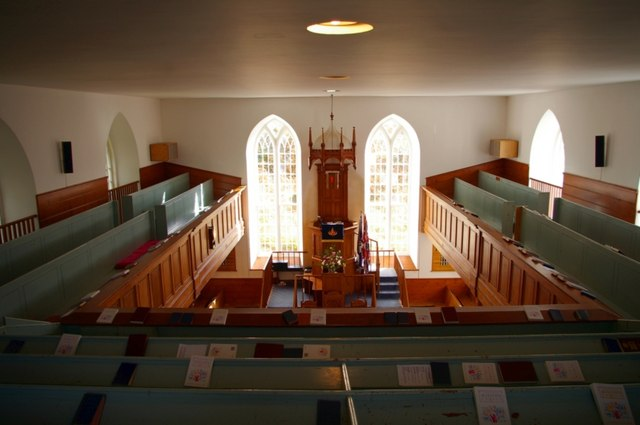
Innenraum

## Beschreibung

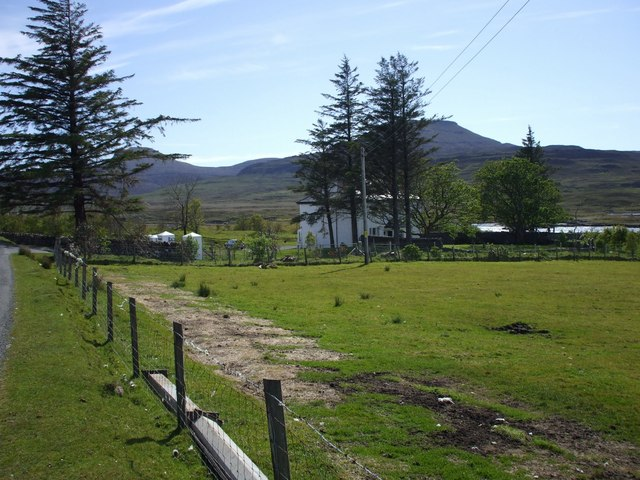
Pfarrhaus

Das schlicht neogotisch ausgestaltete Gebäude steht am Nordrand von Dunvegan nahe dem Ostufer von Loch Dunvegan. Die ältere St Mary’s Church befindet sich rund 400 Meter östlich; Dunvegan Castle steht 1,2 Kilometer nordwestlich. Die Fassaden des Bruchsteinmauerwerks sind verputzt und gekalkt. Die Seitenfassaden sind drei Achsen weit. Es sind Spitzbogenfenster mit schlichten Maßwerken eingesetzt. Das Satteldach der Saalkirche ist mit Schiefer eingedeckt. An der nordwestexponierten Giebelseite tritt ein schmaler Turm als Mittelrisalit heraus. Die beiden oberen Turmabschnitte sind deutlich flacher als die beiden unteren ausgeführt. Am Turmfuß befindet sich das spitzbogige Hauptportal. Der Turm schließt mit Eckfialen mit verbindender Zinnenbewehrung. In den Ostgiebel sind zwei Spitzbogenfenster eingelassen.

## Pfarrhaus
Das zugehörige Pfarrhaus steht rund 1,3 Kilometer südlich der Kirche nahe dem Kopf von Loch Dunvegan. Es wurde 1863 errichtet. Die Mauerwerk des zweigeschossigen Gebäudes besteht aus grob behauenem Bruchstein, der zu einem rohen Schichtenmauerwerk verbaut wurde. Seine Fassaden sind gekalkt. Die Hauptfassade ist drei Achsen weit. Das an dem zentralen Hauptportal mit flankierenden Zwillingsfenstern hervorspringende Vordach ist späteren Datums. Das abschließende Walmdach ist schiefergedeckt. Bei dem rückwärtig abgehenden, zweigeschossigen Flügel handelt es sich um einen späteren Anbau.